# びわ湖ローズタウン
びわ湖ローズタウン（びわこローズタウン）は、滋賀県大津市の北部、琵琶湖西岸にある曼荼羅山丘陵および曼荼羅山古墳群に京阪電気鉄道が計画・開発したニュータウンである。

## 概要
開発主体は、日本住宅公団（現・都市再生機構）と京阪電気鉄道。面積は196.1ヘクタールで、計画戸数は5,000戸、計画人口は20,000人。曼荼羅山をはさむ東西ブロックに分けて住宅地や学校、公園などを機能的に配置し、自然環境と生活環境の調和を目指したまちづくりが行われている。上下水道やガスの供給施設は全てタウンの内部に配置し、下水は雨水と汚水を分離させた分流方式でありタウン内の下水処理場で第3次処理まで行われる。

## 歴史
京阪電気鉄道は1963年（昭和38年）に琵琶湖開発部を発足させ、翌年の1964年（昭和39年）に和邇や堅田で住宅や観光のために開発を行う構想を描きながら用地買収の交渉を開始した。この構想は系列会社である江若鉄道に対する経済的な支援の意味合いもあり、1967年（昭和42年）には198万平方メートルの用地買収が完了していた。国鉄（現：JR）湖西線の建設と江若鉄道の廃線によって開発の再検討が行われ、1968年（昭和43年）4月に京阪電鉄は日本宅地開発協会にマスタープランの作成を委託し、堅田ニュータウン開発策定委員会を発足させた。1969年（昭和44年）10月に堅田ニュータウン開発事務所を設立し、1970年（昭和45年）には都市計画法に基づいて用途地域の変更によってニュータウン建設予定地区が土地区画整理事業の施工を条件に市街化区域となった。「京阪堅田ニュータウン土地区画整理事業」として正式な認可が下されたが、滋賀県漁業協同組合連合会から公害を防止するための対策が不十分であると認可に反対を表明した。これに対して京阪電鉄は沈砂池や下水処理場の設置、漁業被害への補償を提示した。

### 年表
- 1970年（昭和45年）12月23日 - びわ湖ローズタウン（旧称・堅田ニュータウン）事業認可[9]。
- 1972年（昭和47年）10月27日 - びわ湖ローズタウン造成工事の起工式を行う[9]。
- 1974年（昭和49年）
  - 5月20日 - 開発部営業所を設置する[9]。
  - 8月3日 - 向陽地区の住宅を分譲する（50戸）[9]。
- 1976年（昭和51年）10月30日 - 湖青地区の住宅を分譲する（20戸）[9]。
- 1978年（昭和53年）5月27日 - 第1回住宅フェアを開催する（70戸）[9]。
- 1979年（昭和54年）
  - 8月20日 - 普門地区の造成工事を着工する[9]。
  - 9月28日 - 第4回住宅フェアを開催する（100戸）[9]。
- 1988年（昭和63年）
  - 4月8日 - 大津市立真野中学校が開校する[10]。
  - 12月4日 - 京阪の全額出資により小野駅が開業する[11]。

## 主な施設
曼荼羅山を境に西地区と東地区がある。各地区の主要施設は下記のとおり。なお、地区内にあるバス停留所の案内はすべて省略する。また、北端は両地区とも比良ゴルフ倶楽部に面している。

### 西地区
大津市側に広がる住宅地。西側を湖西道路（国道161号）が通る。
- 大津市立真野中学校
- 大津市立真野北小学校
- フレスコみどり店
- まんだら池[13]
- まんだら公園[14]
- 湖西道路（国道161号） - 当ニュータウン付近にはインターチェンジが設けられていない。

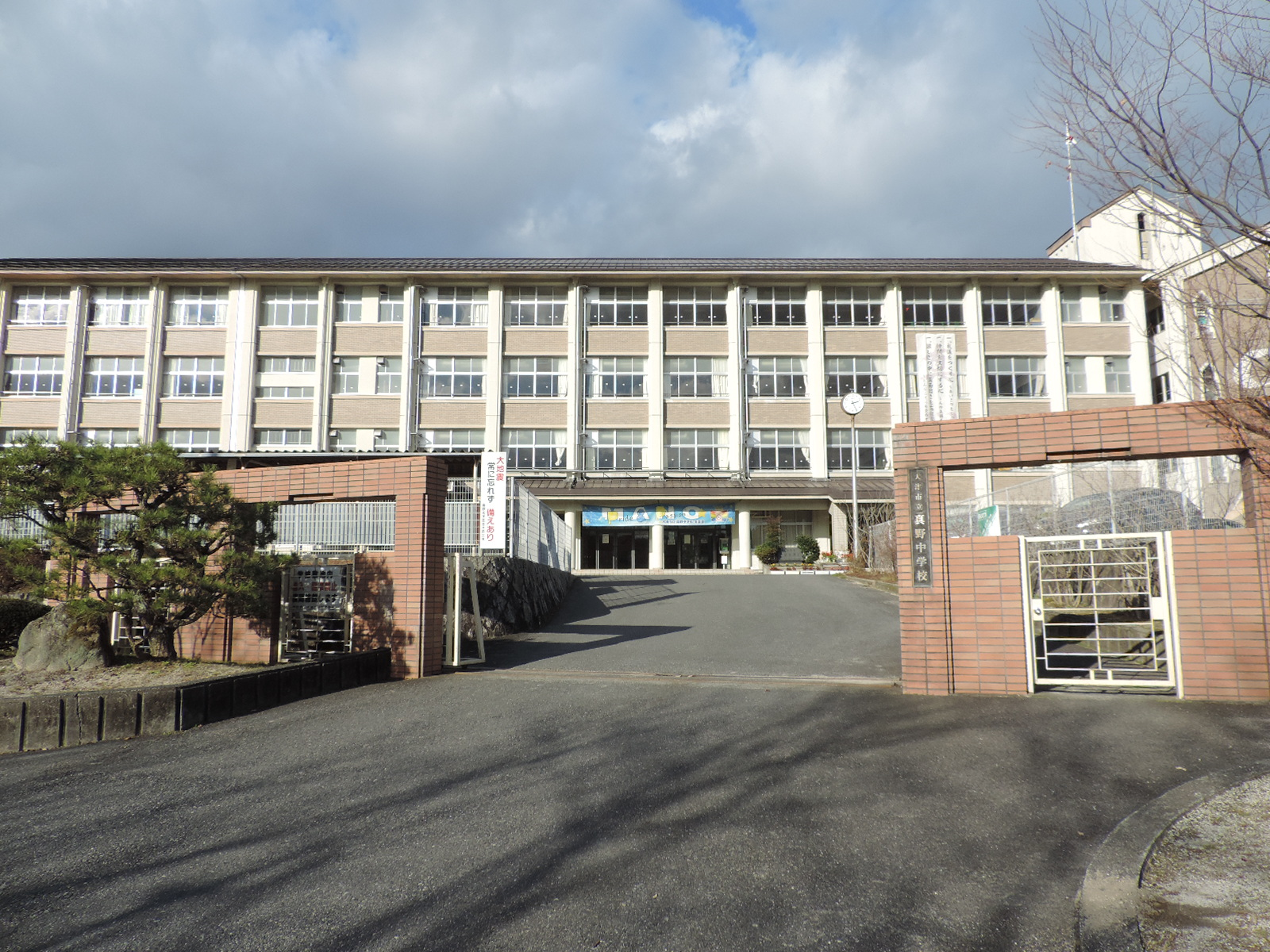
大津市立真野中学校（2017年12月）
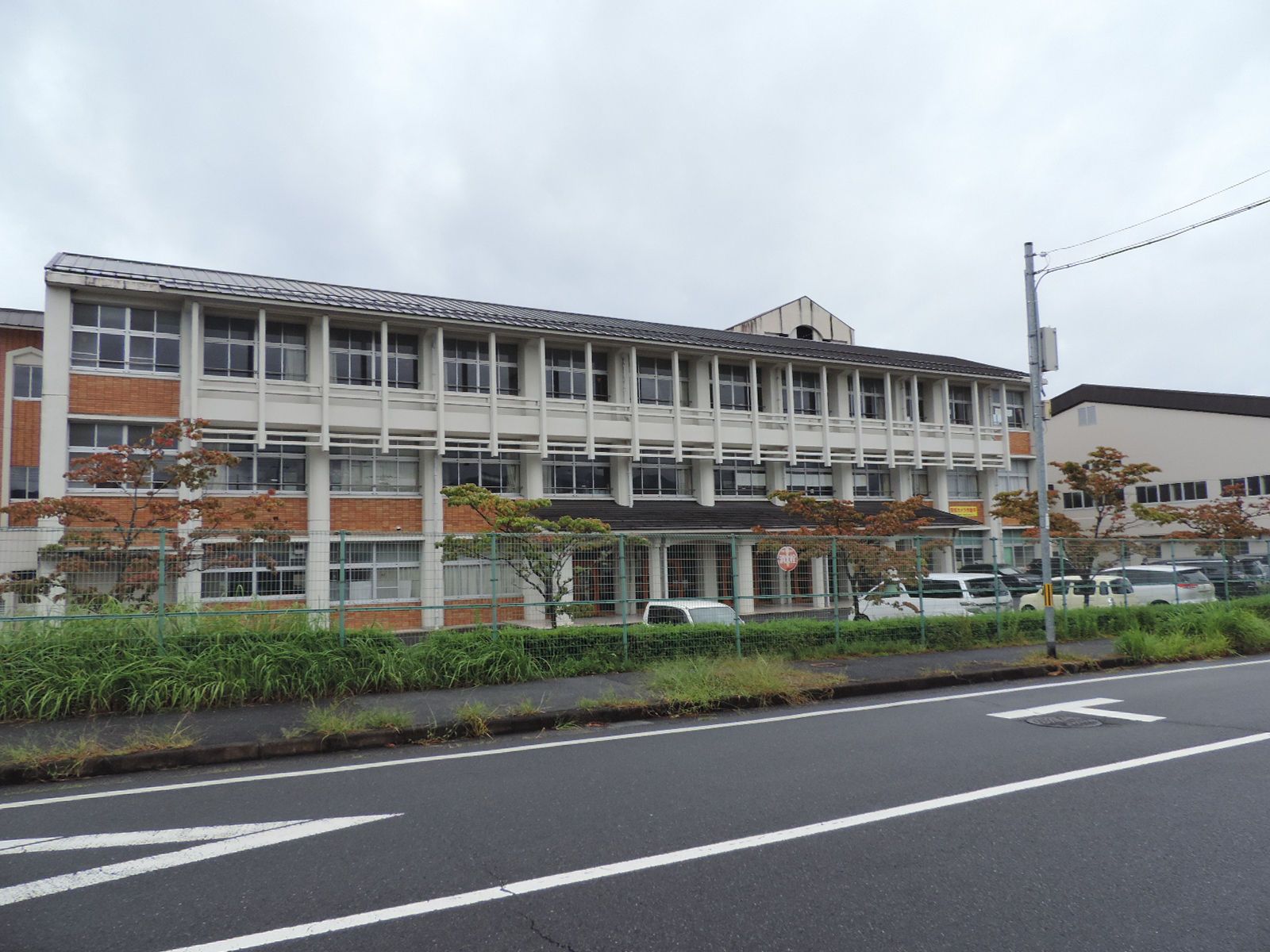
大津市立真野北小学校（2019年11月）

### 東地区
旧志賀町（現・大津市）側に広がる住宅地。朝日・湖青・水明の各地区は旧志賀町に属する。JR湖西線と滋賀県道558号線（旧・国道161号）は東側を通る。
- 小野駅（JR湖西線） - 当ニュータウンの最寄駅であり、旧志賀町の最南端にある鉄道駅でもある。
- 大津市小野コミュニティセンター[15]
- 大津市消防団和邇分団小野学区班消防車庫
- 大津市立小野小学校
- 麗湖こども園
- 真野保育園
- フレスコ向陽店
- 志賀小野駅前郵便局
- 大津向陽郵便局
- 滋賀銀行びわ湖ローズタウン出張所
- 小野妹子公園[16] - 唐臼山古墳（小野妹子神社）を併設[16]。
- 滋賀県道558号高島大津線（旧・国道161号）

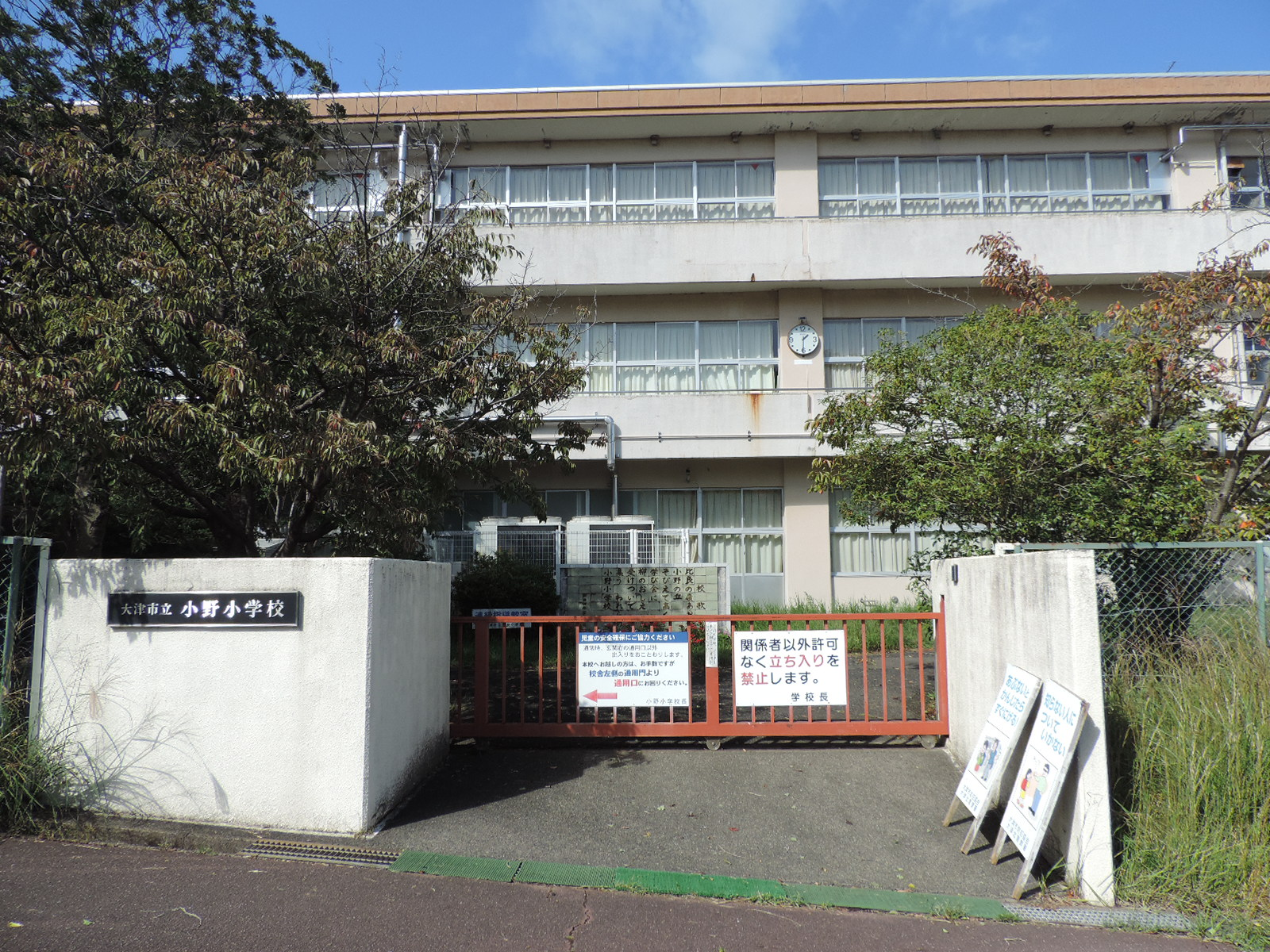
大津市立小野小学校（2019年10月）

## 交通アクセス
- JR湖西線小野駅より江若交通[17]。西地区[18]または東地区[19]を運行する路線バスの設定があり、小野駅を起終点とする循環路線として運行している[18][19]。路線バスは堅田駅発着（小野駅経由）として運行する便や小野駅に戻らない便も混在する[18][19]。